# Vai Corinthians
Vai Corinthians é um filme documentário brasileiro de 2023 dirigido por Ricardo Aidar, Marcela Coelho e Daniel Kfouri. O enredo central do filme aborda a épica jornada dos torcedores do Corinthians rumo ao Mundial de Clubes de 2012, realizado no Japão. Foi lançado nos cinemas em 16 de março de 2023.
Com distribuição da Elo Studios e produção da Canal Azul Filmes, em parceria com a Warner Bros. Discovery, o filme é dirigido por Marcela Coelho, Ricardo Aidar e Daniel Kfouri. A estreia nos cinemas foi marcada para o dia 16 de março, com duas sessões, às 15h e às 20h, no Espaço Itaú de Cinema - Frei Caneca, em São Paulo. Além disso, o filme também foi exibido no Cine Marquise Ultravisão em Poços de Caldas, Minas Gerais.

## Sinopse
A narrativa retrata a "invasão" corinthiana durante o Mundial de 2012 no Japão, buscando resgatar as experiências envolvidas neste evento. Além da chegada de mais de 30 mil torcedores do Corinthians para assistir à partida, o documentário também explora o impacto que essa presença causou na população japonesa durante os dias do mundial.